# Alive Festival
Das Alive Festival war ein Musikfestival, das von 1995 bis 2005 einmal jährlich im Sommer in der belgischen Eifel stattfand. Die Open-Air-Veranstaltung lotste über viele Jahre international bekannte Musiker und Bands in die Deutschsprachige Gemeinschaft Belgiens.

## Geschichte

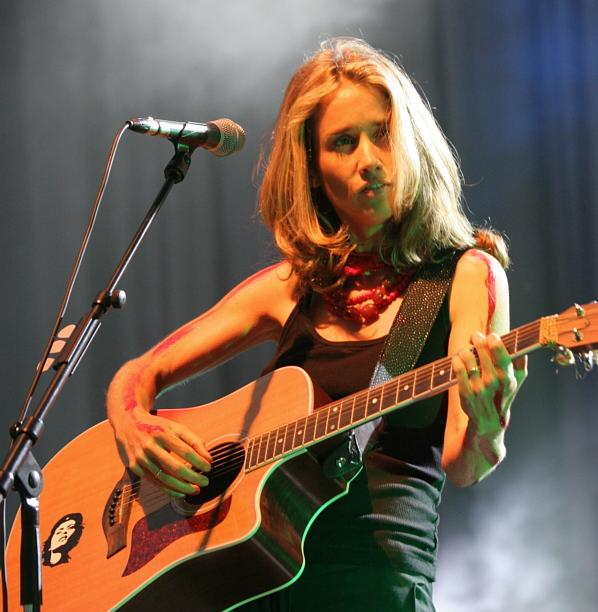
Trat im Jahr 2000 auf dem Alive Festival auf: Heather Nova

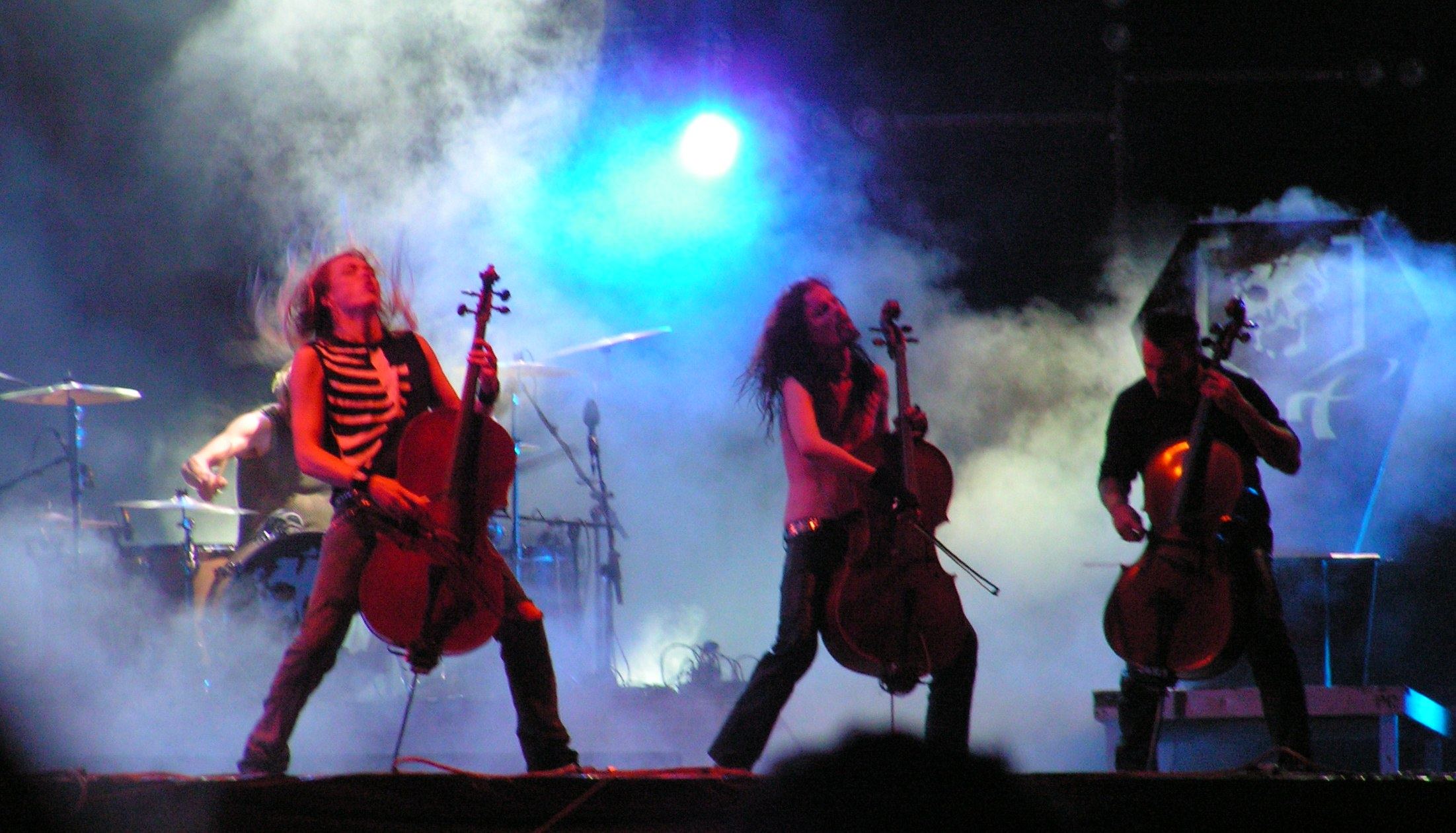
Waren 2002 in Sankt Vith zu sehen: Die finnischen Cello-Rocker von Apocalyptica

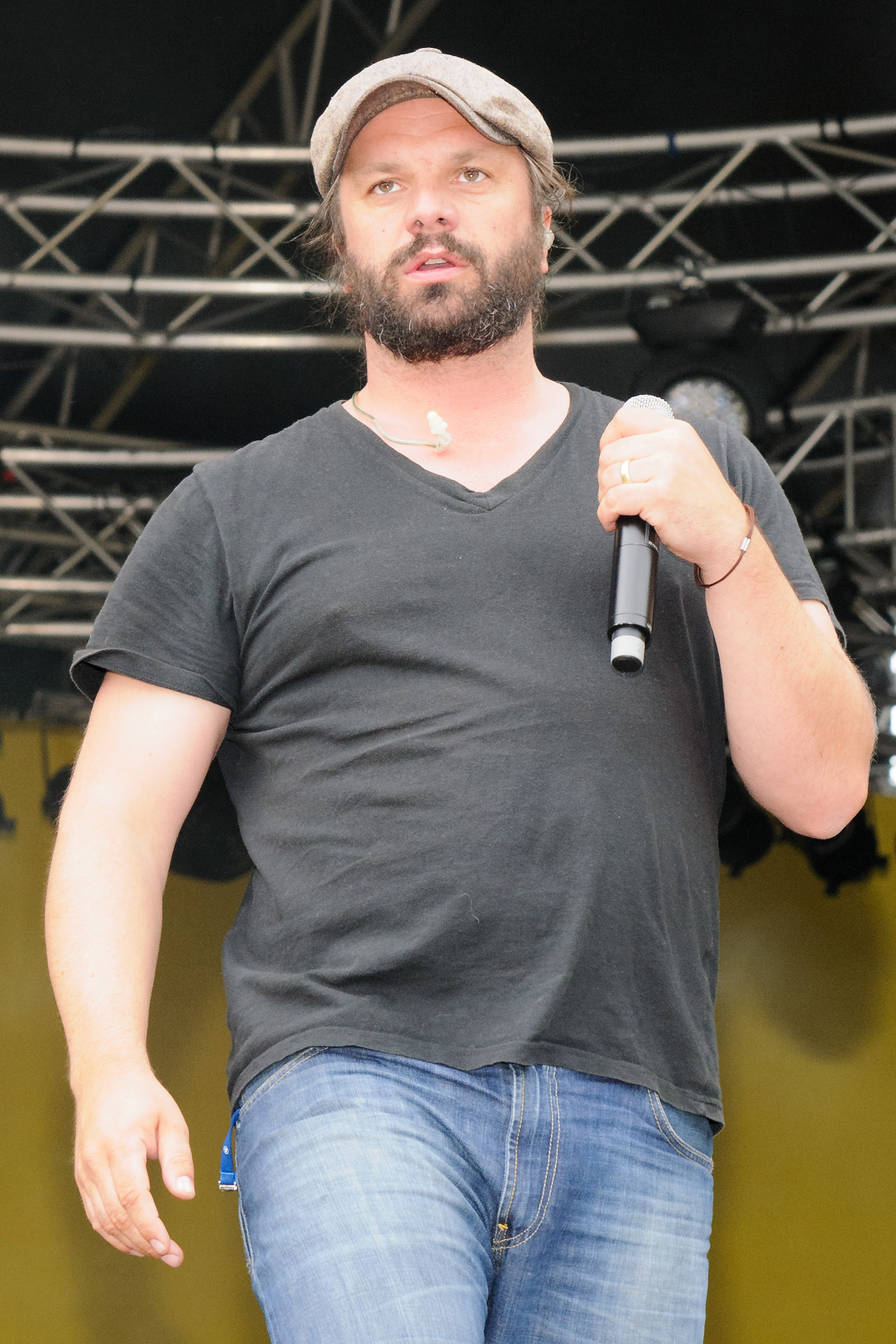
Gleich dreimal (1998, 1999 und 2005) waren die H-Blockx um Sänger Henning Wehland auf dem Alive Festival zu Gast

Das Alive Festival wurde zunächst von 1995 bis 1998 an der Schützenhalle in Meyerode ausgerichtet. Ab 1999 fand es an verschiedenen Orten in der Stadtgemeinde Sankt Vith statt. Von einer beschaulichen Eintagesveranstaltung in den Anfangsjahren, zu der lediglich einige hundert Zuschauer kamen, entwickelte sich das Festival rasch zu einer regionalen Größe, die alljährlich viele tausend Menschen anlockte. Stilistisch vollzogen die Organisatoren dabei im Laufe der Jahre den Wechsel von einem eher hardcore- und grungeorientierten Programm hin zu einer deutlich größeren Vielfalt und Massentauglichkeit, sodass schließlich vor allem Pop-, Rock- und Electro-Acts auf den Bühnen des Festivals zu sehen und zu hören waren. Der erste große Name konnte bei der vierten Auflage des Alive Festivals im Jahre 1998 mit der Band H-Blockx präsentiert werden. Zahlreiche weitere, vor allem im deutschsprachigen Raum, teils aber auch weltweit bekannte Stars folgten, so z. B. Heather Nova, Die Toten Hosen, die Guano Apes oder Iggy Pop. Nach seiner elften Auflage im Jahr 2005 sollte das Festival nach Aussage der Veranstalter zunächst lediglich in eine einjährige Pause gehen. Als Grund hierfür wurden massiv gestiegene Künstlergagen genannt, die das Festival in seiner bisherigen Form quasi unmöglich machen würden. Letztlich wurde das Festival jedoch weder 2007 noch in den nachfolgenden Jahren wiederbelebt.

Festivalplakat aus dem Jahr 2003
Ankündigung des Vorverkaufs für die letzte Auflage des Festivals (2005)
Teilweise verwendetes Logo des Festivals
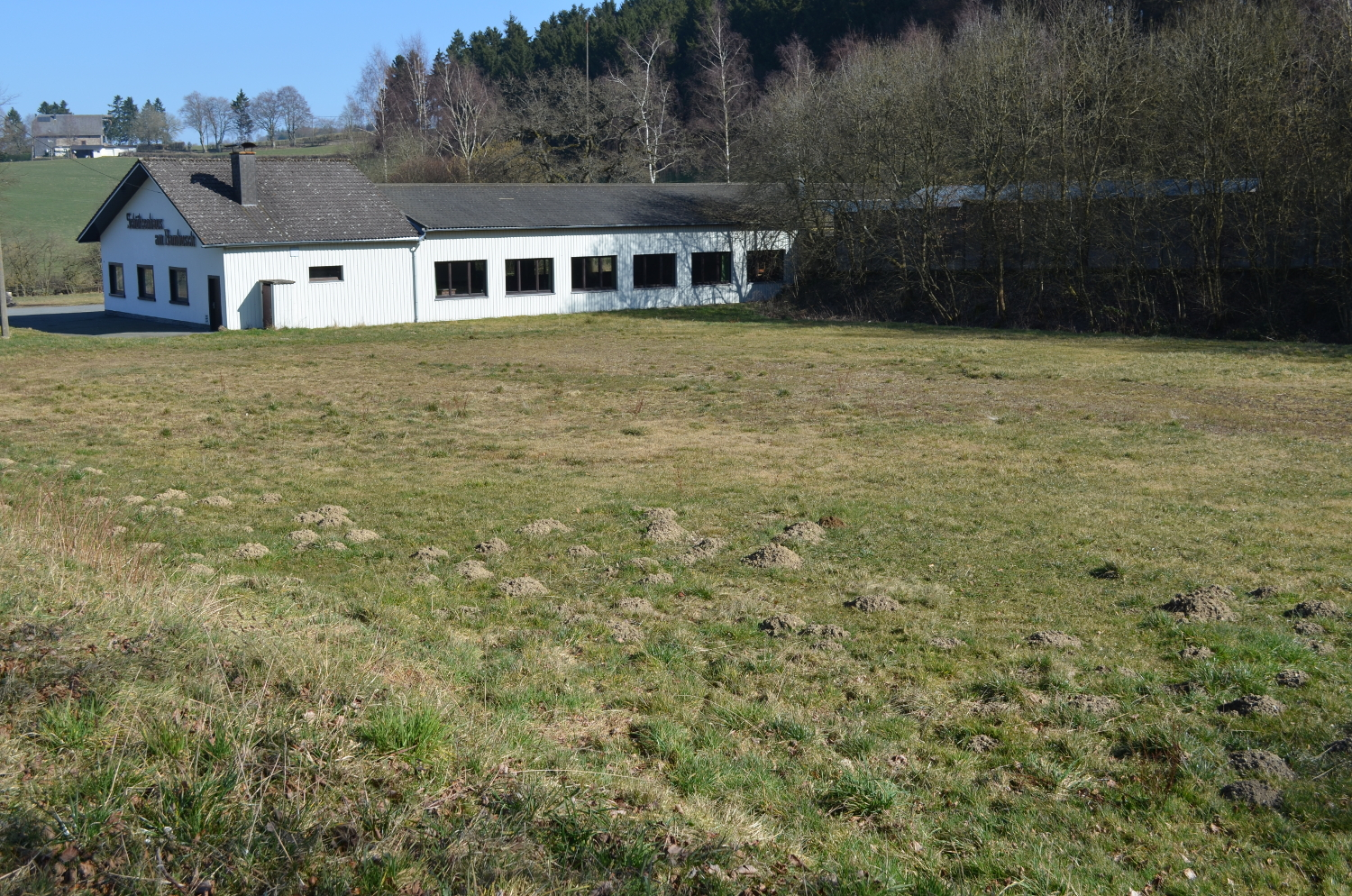
Die Festivalwiese an der Meyeroder Schützenhalle

## Übersicht
| Jahr | Datum                  | Teilnehmende Bands (Auszug) |
| ---- | ---------------------- | --- |
| 1995 | 20. August             | Roger Lee Rose & the M.A.D. Club |
| 1996 | 8. September           | Deviate |
| 1997 | 22. bis 24. August     | Schweisser |
| 1998 | 21. bis 23. August     | H-Blockx |
| 1999 | 20. bis 22. August     | Arid, Guano Apes, H-Blockx, Liquido |
| 2000 | 18. bis 20. August     | Clawfinger, Crematory, J.B.O., Heather Nova, HIM, Such a Surge                                                                          |
| 2001 | 17. bis 19. August     | Brings, Die Happy, Dog Eat Dog, Echt, Front 242, J.B.O., Iggy Pop, Oomph!, Sub7even                                                     |
| 2002 | 26. bis 28. Juli       | Apocalyptica, Die Toten Hosen, Son Goku feat. Thomas D, Sub7even, The Sisters of Mercy                                                  |
| 2003 | 25. bis 27. Juli       | 4Lyn, Anouk, Donots, Guano Apes, Krezip, Nena                                                                                           |
| 2004 | 30. Juli bis 1. August | Girls in Hawaii, Jeanette, Krezip, Martin Kesici, MIA., Oomph!, Reamonn, Sarah Bettens, Silbermond, Söhne Mannheims, Sub7even, Therapy? |
| 2005 | 29. bis 31. Juli       | Culcha Candela, Dog Eat Dog, H-Blockx, In Extremo, Juli, Silbermond, Wir sind Helden                                                    |